# Lalande 21185
Pour les articles homonymes, voir Lalande.
Désignations
Lalande 21185 (également désignée HD 95735 ou Gliese 411, aussi parfois nommée la seconde étoile d'Argelander) est une étoile située à 8,30 années-lumière du système solaire (soit 2,55 parsecs) ; elle est donc, parmi les plus proches de la Terre. Elle ne peut être observée à l'œil nu. On la trouve dans la constellation de la Grande Ourse.
Lalande 21185 est une naine rouge appartenant à la séquence principale de type spectral M2+V. Elle se déplace assez rapidement, suivant une direction perpendiculaire au plan galactique à une vitesse de 47 km/s. Les analyses des perturbations astrométriques de l'étoile semblent montrer qu'elle pourrait être accompagnée de deux, trois ou quatre exoplanètes de la taille de Jupiter.
L'étoile fut découverte en 1801 par l'astronome français Joseph Jérôme Lefrançois de Lalande à l'observatoire de Paris.

## Système planétaire
Une première exoplanète en orbite autour de Lalande 21185 est découverte en 2019, désignée Gliese 411 b,. Cinq fois plus proche de Gl 411 que Mercure ne l'est du Soleil, Gl 411 b parcourt son orbite en 13 jours. Comme Gl 411 est plus froide que le Soleil (3 300 °C en surface, contre 5 500 °C pour le Soleil) et aussi plus petite que lui, Gl 411 b ne reçoit que 3,5 fois plus d’énergie que la Terre. Un peu en deçà de la zone habitable, Gl 411 b est plausiblement comparable à Vénus.
En 2021, une seconde planète ayant une période orbitale d'environ 2 806 jours, Gliese 411 c, est confirmée. L'existence d'une troisième planète ayant une période orbitale intermédiaire d'environ 216 jours, Gliese 411 d, est soupçonnée, même si l'origine du signal qui lui est associée reste incertaine.
| Planète       | Masse           | Demi-grand axe (ua)        | Période orbitale (jours)  | Excentricité       | Inclinaison | Rayon |
| ------------- | --------------- | -------------------------- | ------------------------- | ------------------ | ----------- | ----- |
| b             | ≥2,64 ± 0,19 M🜨 | 0,078 8+0,000 56 −0,000 57 | 12,939 5+0,001 3 −0,001 2 | 0,052+0,057 −0,037 |             |       |
| d (candidate) | ≥4,1 ± 0,6 M🜨   | 0,514 1+0,003 8 −0,003 9   | 215,62+0,76 −0,73         | 0,15+0,16 −0,11    |             |       |
| c             | ≥14,2 ± 1,8 M🜨  | 2,845+0,077 −0,067         | 2 806+110 −94             | 0,08+0,1 −0,06     |             |       |